# Asplenium onopteris
Asplenium onopteris, conocido como el bazo irlandés  o el bazo negro occidental, es una especie de helecho que se encuentra principalmente en la cuenca del Mediterráneo, pero también alrededor del Atlántico oriental .

## Descripción
Es difícil de identificar en comparación con, Asplenium adiantum-nigrum . La principal diferencia es que A. onopteris es diploide y es uno de los dos progenitores del tetraploide A. adiantum-nigrum (el otro es el diploide A. cuneifolium ). Utilizando un microscopio, la diferencia observable más consistente entre A. onopteris y A. adiantum-nigrum es que las esporas de A. onopteris tienen un diámetro medio de 28 μm y son casi todas menores de 31 μm, mientras que las de A. adiantum-nigrum tienen un diámetro medio de 34 μm y son casi todos mayores de 31 μm. Los foliolos de la A. onopteris típica son más estrechos en relación con su longitud que los de la A. adiantum-nigrum típica, pero este no es un medio fiable de identificación.

## Taxonomía
Linnaeus fue el primero en describirlo con el binomio Asplenium onopteris en su Species Plantarum de 1753.
Una filogenia global de Asplenium publicada en 2020 dividió el género en once clados, a los que se les dio nombres informales en espera de más estudios taxonómicos. A. onopteris pertenece al "subclado Onopteris " del "clado Pleurosorus ". El clado Pleurosorus tiene una distribución mundial; los miembros son generalmente pequeños y se encuentran en las laderas, a menudo refugiándose entre rocas en hábitats expuestos. El subclade Onopteris tiene gametofitos de tipo Aspidium . Su pariente diploide más cercano dentro del subclade es el norteamericano A. montano .

## Distribución y hábitat
Asplenium onopteris se encuentra en Europa occidental y central, la cuenca del Mediterráneo (incluido el norte de África) y la Macaronesia (excepto Cabo Verde). Hay hallazgos aislados tan al norte como Irlanda y Polonia.